# Killus
Killus ( /kɪləs/ ) es una banda de metal industrial formada en 1997 en Villarreal, España. Se caracteriza por su sonido agresivo, inspirado por bandas como Nine Inch Nails, Marilyn Manson, White Zombie o Ministry, y por su estética oscura y teatral, que combina el metal con elementos electrónicos y visuales impactantes.
Después de haber tenido diferentes configuraciones, actualmente está formada por cuatro miembros: Ruk como guitarrista, Premutoxx al bajo, Javi Ssagittar voz principal y Anhell Stixx a la batería. 

## Historia
Killus se fundó en 1998 por el guitarrista Ruk, el vocalista Supersixx y el baterista Raúl, fusionando el metal con elementos industriales y electrónicos. Desde sus inicios, el grupo ha desarrollado un sonido único que ha evolucionado a lo largo de los años. 
En 2006 lanzaron su primer álbum «God Bless Us»,grabado en The Rockstudios Bilbao con el productor Carlos Creator, el cual fue bien recibido en la escena underground. Durante los años siguientes, la banda se consolidó como uno de los exponentes del metal industrial en España, participando en festivales y abriendo para artistas internacionales.
Con el lanzamiento de «Feel the Monster» en 2013, Killus empezó a ganar reconocimiento internacional, logrando tocar en países europeos y participando en giras junto a bandas como Avatar. 
La banda ha publicado 9 álbumes y ha tocado en escenarios de los mayores festivales de metal españoles como Resurrection Fest o Z!Live así como en numerosos festivales y conciertos internacionales compartiendo escenarios con bandas como Soulfly, Avatar, Ministry, Rise of the Northstar o Megara.

## Trayectoria musical

### Never Something Was So Real
La versión en inglés de su trabajo en español Nunca algo fue tan real, cuenta con colaboraciones como la de Richard Sjunnesson de Sonic Syndicate en la canción «Vehemence» y del guitarrista Cat Casino de Deathstars en la canción «Wake up» y «The path of the forgotten». Sin olvidar una curiosa y animada versión de «Temple of Love» de The Sisters of Mercy. La influencia de Marilyn Manson por la voz del cantante SuperSixx y o de Rammstein se pueden observar, por ejemplo, en uno de los primeros temas titulado para esta ocasión «Wake Up», que ligeramente puede asemejarse por ciertos factores del conjunto musical. Por lo demás en Never something was so real encontramos el orden de los temas alterado con respecto a su versión en castellano, comenzando con el tema «New army without fear»,  pasando por «The laberynth’s door » o  «The path of the forgotten»,  y acabando con un tema mas lento «Falling from the sky». Comparando la versión española con la inglesa puede destacar una mejor masterización, habiendo sido realizada por Eric Broheden (Rammstein, Samael, Turbonegro...).

### Feel the monster y gira europea
Lamb of God, Satiricon o Ghost son algunas de las influencias que Killus ha revelado a la hora de componer este cuarto disco, también de bandas de mediados y finales de los noventa, tales como Marilyn Manson, Rob Zombie o Nine Inch Nails. El disco fue grabado y producido por los mismos Killus y masterizado por el portugués Daniel Cardoso. La portada ha corrido a cargo de Damien Worm, así como todo el diseño del libreto. Como el título puede dejar entrever, Feel The Monster es una recopilación de diferentes monstruos, ya sean del cine o de la realidad. También hay cortes destacables como «Bastards», en el que colabora Mechanical Ash de Static-X. Para la presentación de este disco, Killus inició en 2014 una gira europea junto a la banda de metal sueca Avatar y los ingleses The Defield. Esta gira les llevó a tocar en escenarios de países como Alemania, Bélgica, Francia, Italia, Austria, República Checa o Inglaterra.

### Ultrazombies
Este disco se caracteriza por un sonido oscuro y cargado de matices agresivos que se mezclan con melodías pegadizas y bases contundentes. Todo ello mezclado con la voz del cantante Supersixx adapta el tono desde los susurros a las voces desgarradas y agresivas que lo caracterizan. Desde su introducción, «The dead walkers invade the village», el grupo va introduciendo al oyente en un disco a modo de película de terror, hasta llegar a su final con «The ghost under your bed». La producción permite que se aprecien todos los detalles, donde el mayor protagonismo lo tienen la voz, la guitarra y la batería, quedando el bajo y las programaciones en segundo plano, siempre presentes para dar coherencia al conjunto del disco.

### Imperator
El disco tiene un total de trece canciones repletos de temática apocalíptica, en los que se demuestra que el mal forma parte de todos nosotros. Este trabajo muestra la continua evolución de la banda hacia un sonido más oscuro y directo que sus predecesores, pero manteniendo la esencia de su sonido. El disco ha sido grabado por Ruk (guitarra de la banda) en los Hell’s Studio y producido y masterizado por Enrique Soriano y Ruk en Crossfade Mastering Studio. La portada realizada por el ilustrador de cómics Damien Worm, el cual ya ha trabajado con la banda en sus dos discos anteriores. Un disco con punto de metal industrial y que completan la trilogía que iniciaron con Feel The Monster y siguieron con Ultrazombies con una temática dedicada al cine y cómics de terror. Influenciado por los primeros años de Marilyn Manson o a los suecos Deathstars, pero con el toque personal que diferencia a la banda. Cabe destacar la colaboración de Tim Sköld (ex Marilyn Manson) en el tema «Rostov» y el tema «Stranger Things» —un homenaje claro a la aclamada serie—  o «Queen of Babylon» que se ambienta en una película de vampiros de serie B.

### Devilish Deeds
En su siguiente disco Killus dan una vuelta a su sonido. Sin salirse del metal industrial, incorporan melodía que combina con la agresividad de sus canciones. Así, se creó un disco conceptual sobre el descenso a los infiernos de la humanidad. El disco empieza con una introducción oscura y inquietante acompañado por unas voces cavernosas y amenazantes, en contraste con voces limpias. En este disco que contaron con la colaboración de Jesee Drackman de Darkcell o Quim Mas de CRIM. El disco termina con dos versiones: la primera, «The Look», de Roxette, un tema en el que Killus, aún siendo fieles a la partitura original, introducen sonidos electrónicos y voces agresivas con los que llevan al tema a su terreno. La segunda fue una remasterización de «A perfect paradigm», el tema con el que el grupo lanzó como sencillo para presentar a Javi Ssagittar como su nuevo cantante.

### GRØTESK
La banda presentaba en 2023 su siguiente álbum GRØTESK, editado con el sello Maldito Records. Un trabajo de corte agresivo que muestra cómo el hombre es el verdadero causante de su extinción, incluso cuando se encuentra en la cúspide de su grandeza. Un espejismo que le hace volver a lo primario, a su propio infierno y a la prisión de la codicia. Considerado el trabajo más maduro de la banda hasta el momento, pues demostraron un salto cualitativo con su sonido arrollador y agresivo. El disco fue grabado una vez más en su Hell’s Studio. Mezclado por Ruk y masterizado por Enrique Soriano en Crossfade Mastering Studio. El trabajo cuenta con las colaboraciones de los músicos Cristina Suey, Jorge Varela o Eclipse Man. Con cambios de formación incorporando a Anhell Stixx como nuevo batería. El disco acaba con una versión de la canción «Gimme! Gimme! Gimme!» de los suecos ABBA, ejecutada en estilo metal industrial, sin perder la esencia de la original.

### XXV Years Feeding the Monster
En 2024 la banda publicó su primer álbum recopilatorio y también su primer disco en formato vinilo con la ocasión de la celebración de su 25 aniversario como banda profesional. En este recopilatorio se pueden encontrar 10 temas de la banda, que han sido regrabados y actualizados con un sonido moderno y actual de acuerdo a las características del género.

## Discografía

### Álbumes
- 2006: God Bless Us
- 2009: Extinción
- 2011: Never Something Was So Real
- 2013: Feel The Monster
- 2016: Ultrazombies
- 2018: Imperator
- 2020: Devilish Deeds
- 2021: Live In a Ghost World
- 2023: GRØTESK
- 2024: XXV Years Feeding the Monster

### Sencillos
- 2018: «Let Me In» y «Eternity», recogidos en el álbum Imperator
- 2019: «A Perfect Paradigm» y «The Look» (cover de Roxette), recogidos en el álbum Devilish Deeds
- 2020: «Vortex», recogido en el álbum Devilish Deeds
- 2021: «No More Hope» + «El Péndulo» (Live), «Despierta» (Live) y «Feel The Monster» (Live), recogidos en el álbum Live in a Ghost World
- 2023: «Man-made Tragedy», «H.E.L.L» y «Gimme! Gimme! Gimme!» (cover de ABBA), recogidos en el álbum GRØTESK
- 2024: «Satanachia XXV», «Free XXV», recogidos en el álbum XXV Years Feeding the Monster